# Eurofest
Das Eurofest (russisch Евровидение) war eine belarussische Fernsehshow, die als belarussischer Vorentscheid zum Eurovision Song Contest dient. Die Show findet jedes Jahr zwischen Januar und März in den BRTC-Studios in Minsk statt.

## Geschichte und Konzept

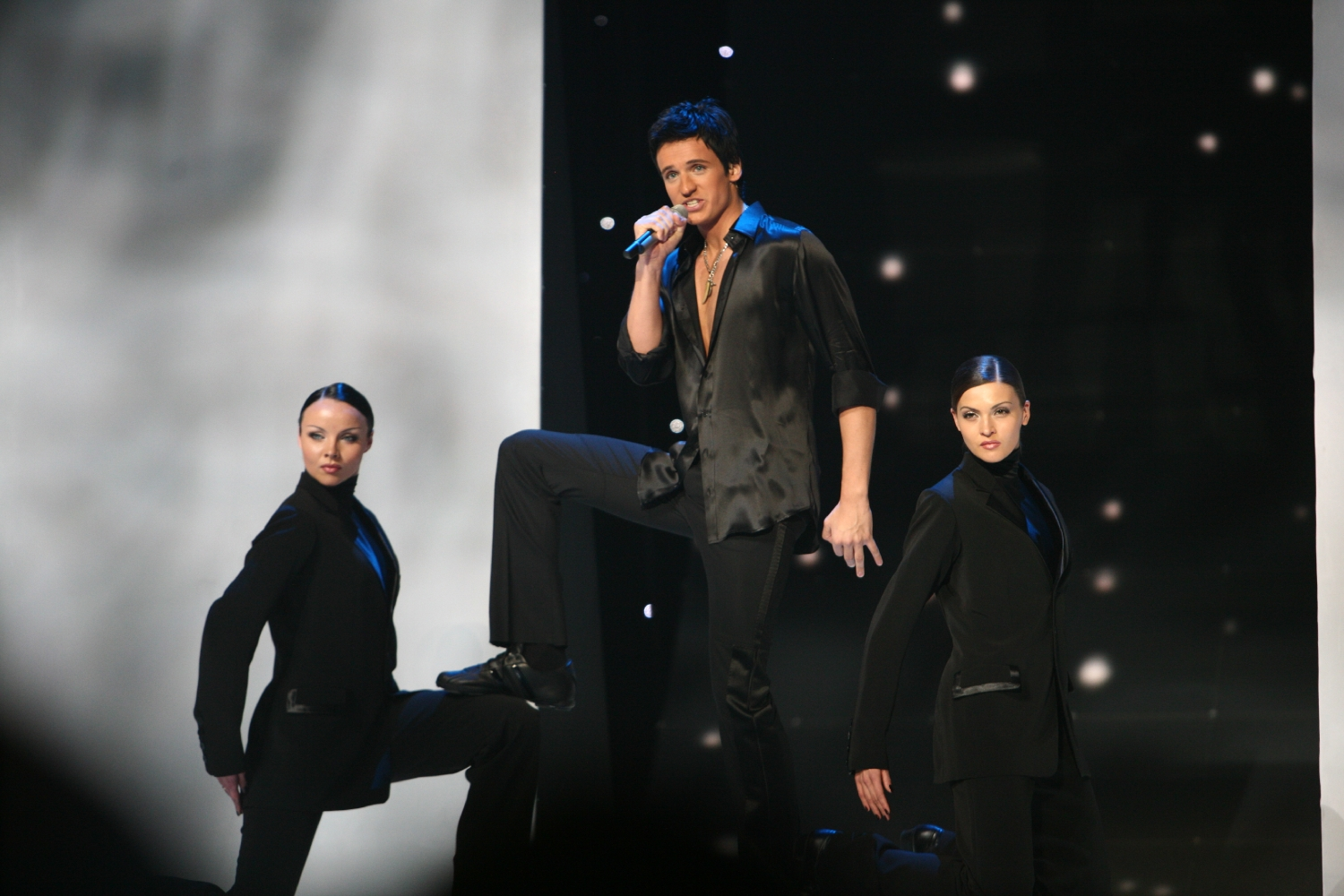
Dmitry Kaldun 2007 beim Eurovision Song Contest

Die Sendung findet seit 2004 regelmäßig statt. Lediglich 2010 und 2011, als BRTC Lied und Interpret intern auswählte, fand die Vorentscheidung nicht statt.
Bereits im Vorfeld der Sendung startet BRTC jedes Jahr einen Aufruf, Beiträge einzureichen, die am Eurofest teilnehmen können. Ein Teilnehmer muss dabei nicht unbedingt belarussischer Staatsbürger sein, schließlich können sich Interpreten und Komponisten aus der ganzen Welt bewerben. Bis 2019 traten dann alle eingereichten Beitrage vor einer Jury in einer online übertragenden Live-Audition auf. Ab 2020 wird BRTC im Vorfeld Beiträge aussuchen, die dort teilnehmen werden. Zwischen zehn und 15 Teilnehmer nehmen dann am Ende an der Final-Sendung teil. Dort wird der Sieger in der Regel zu per 50 % Juryvoting und zu 50 % per Televoting entschieden. Dabei erhält, wie beim Eurovision Song Contest, derjenige mit den meisten Anrufen bzw. den meisten Jurypunkten 12, der Zweite 10, der Dritte 8 Punkte usw. Der Sieger vertritt dann Belarus beim Eurovision Song Contest. Lediglich in den Jahren 2004, 2005, 2006, 2016 und 2019 war dies nicht der Fall. Während 2005 und 2006 das Televoting aus den Finalisten drei Superfinalisten bestimmten, wähle am Ende eine Jury den Sieger aus den drei Superfinalisten. 2004 und 2016 hingegen bestimmte alleinig das Televoting den Sieger, ehe 2019 lediglich eine Jury den Sieger bestimmte.

## Erfolg beim Eurovision Song Contest
Der bisherige Erfolg des Eurofests als Vorentscheidung ist überschaubar. Das bis dato beste Ergebnis ist ein sechster Platz aus dem Jahre 2007, was auch gleichzeitig das beste belarussische Ergebnis im Wettbewerb darstellt. Ansonsten existieren keine weiteren Platzierungen auf der linken Tabellenseite, zweitbestes Ergebnis sind Platz 16 im Jahre 2013 und 2014. Ansonsten erreichten auch viele Eurofest-Sieger nicht das Finale. So qualifizierte sich Belarus mit dem Eurofest als Vorentscheidung bisher nur fünf Mal. Alle anderen Eurofest-Sieger schieden bereits teilweise deutlich im Halbfinale aus.

## Vorfälle
2013 wurde der Eurofest-Beitrag von der Siegerin Aljona Lanskaja von Rhythm of Love in Solayoh geändert, da laut Regeln des Vorentscheides die Teilnehmer dazu berechtigt sind, dass auch der Gewinnertitel noch geändert werden kann.
Am 10. Januar 2018 wurde über das russische Netzwerk VK bekannt, dass der ukrainische Sänger Alekseev sein Lied „Forever“, mit dem er sich beim Eurofest 2018 bewarb, bereits im Mai 2017 in Stavropol vortrug. Allerdings handelte es sich hierbei um die russischsprachige Version des Liedes, die „Navsegda“ heißt. Laut Regeln der EBU ist es jedoch nicht erlaubt, sein Lied vor dem 1. September des vorherigen Jahres zu veröffentlichen. Aufgrund dieses Vorkommnisses trat Sofi Lapina, eine Teilnehmerin am Eurofest 2018, zurück, da sie es als ungerecht empfand, dass Alekseev trotzdem weiterhin teilnehmen durfte. Als Reaktion darauf gab BRTC bekannt, dass Alekseev sein Lied überarbeiten müsse, um teilnehmen zu können. Nachdem er dies tat, durfte er teilnehmen und gewann sogar den Vorentscheid. Nach dem Vorentscheid war es allerdings unklar, ob die EBU das Lied beim ESC erlauben würde. Am 23. Februar 2018 gab die EBU dann aber bekannt, dass Alekseev mit seinem Lied „Forever“ antreten darf. Am 28. März 2018 wurde eine neue Version von „Forever“ veröffentlicht, die auch in Lissabon beim Wettbewerb aufgeführt wurde. Während der Text in dieser Version gleich geblieben ist, wurde die Musik verändert und zum Ende des Liedes ein Chor eingebaut.